# Kochstraße (metropolitana di Berlino)

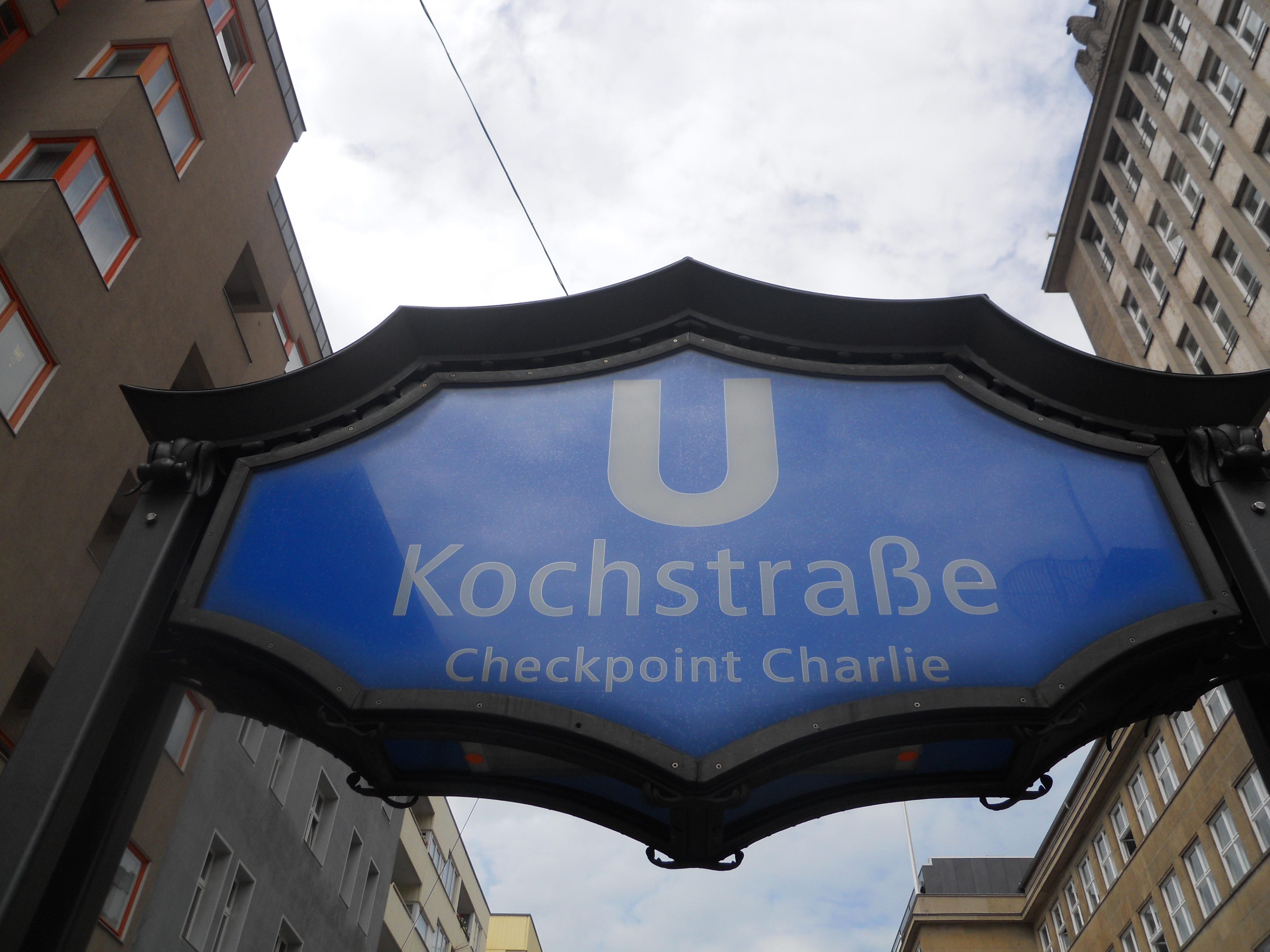
L'insegna della fermata del Metro

La stazione di Kochstraße è una stazione della metropolitana di Berlino situata sulla linea U6.
È posta sotto tutela documentale (Denkmalschutz).

## Storia
La stazione di Kochstraße venne attivata il 30 gennaio 1923, come parte della prima tratta della nuova linea C della metropolitana.
Si trova nei pressi del Checkpoint Charlie e del relativo museo. La stazione fu chiusa per un breve periodo nel 1945. Nel 1995 la stazione fu sottoposta ad importanti lavori di rinnovamento, che comportarono il prolungamento del marciapiede fino ad una lunghezza di 107 metri, e al montaggio di un ascensore per garantire l'accessibilità ai disabili. In tale occasione al nome della stazione venne aggiunta l'apposizione "Checkpoint Charlie".

## Servizi
La stazione dispone di:
- Scale mobili[senza fonte]